# Volvo B10LA
Volvo B10LA – niskopodłogowy autobus miejski, produkowany w latach 1996–2000 przez szwedzką firmę Volvo.
Podwozie Volvo B10LA było często wykorzystywane przez zewnętrznych producentów nadwozi m.in. z Wielkiej Brytanii i Hiszpanii.
16 listopada 2009 roku spaleniu uległ jedyny posiadany przez MPK Siedlce autobus tego modelu.